# Exechia seriata
Exechia seriata är en tvåvingeart som först beskrevs av Johann Wilhelm Meigen 1830.  Exechia seriata ingår i släktet Exechia och familjen svampmyggor. Arten är reproducerande i Sverige. Inga underarter finns listade i Catalogue of Life.